# (5066) Garradd
(5066) Garradd – planetoida z grupy przecinających orbitę Marsa okrążająca Słońce w ciągu 2 lat i 254 dni w średniej odległości 1,94 j.a. Została odkryta 22 czerwca 1990 roku w Siding Spring Observatory w Australii przez Roberta McNaughta. Nazwa planetoidy pochodzi od Gordona J. Garradda (ur. 1959), australijskiego astronoma amatora i fotografa. Przed nadaniem nazwy planetoida nosiła oznaczenie tymczasowe (5066) 1990 MA.